# Frei Otto

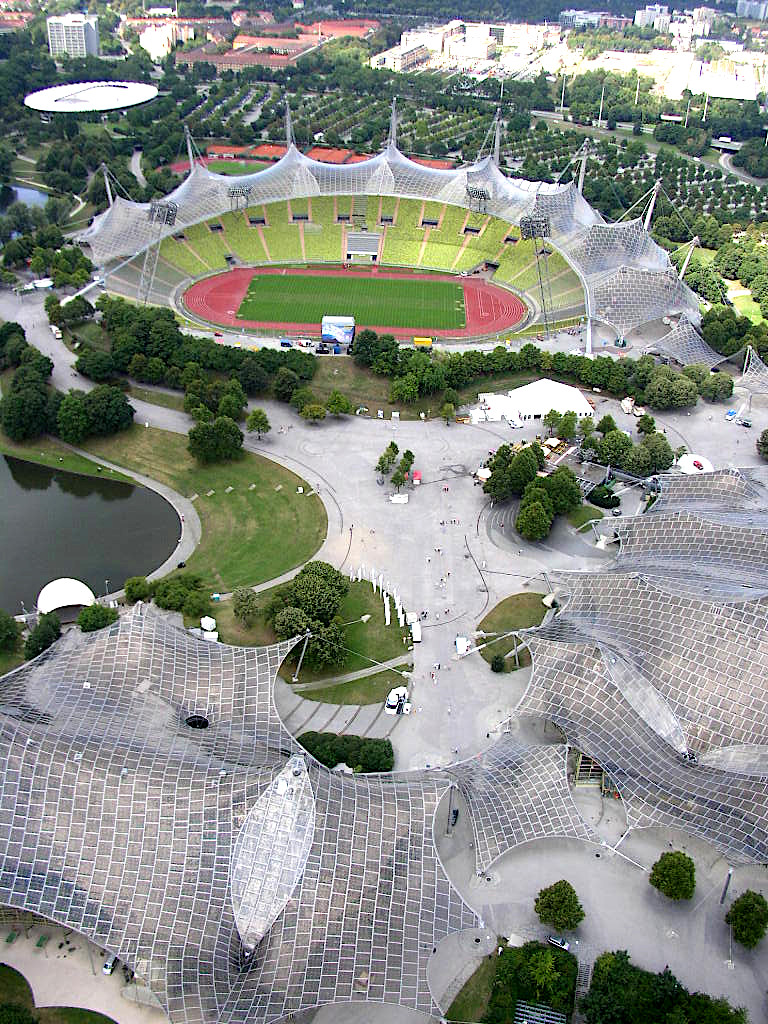
Olympijský areál, Mnichov 1971, Německo

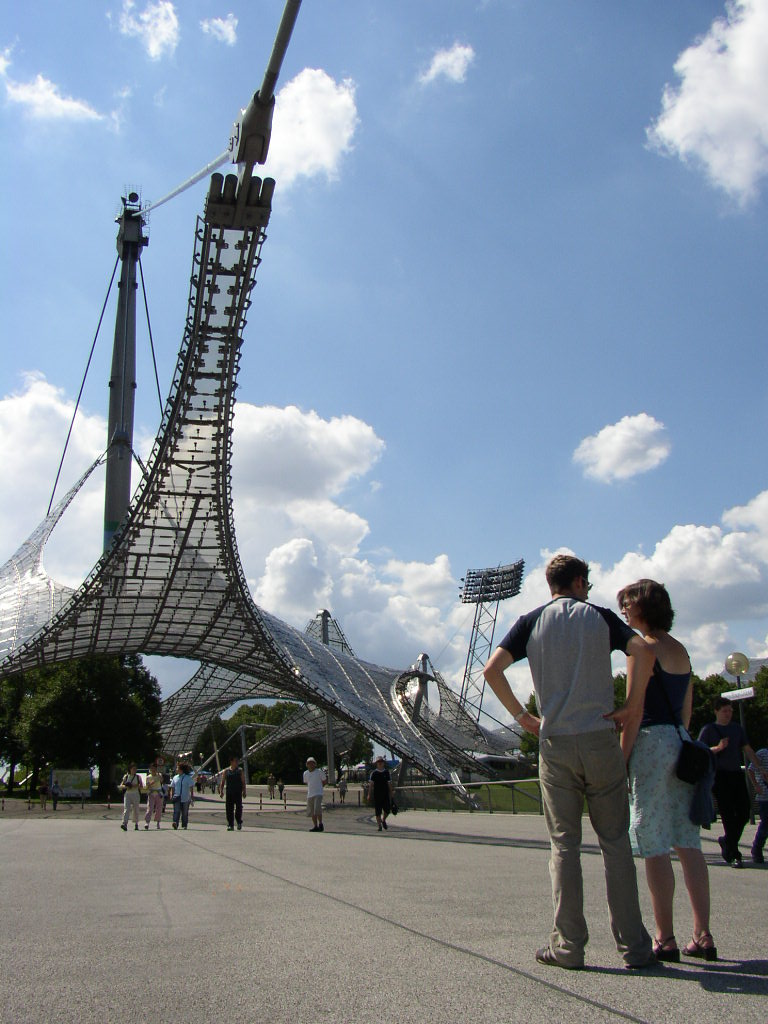
Olympijský areál Mnichov 1971, Německo

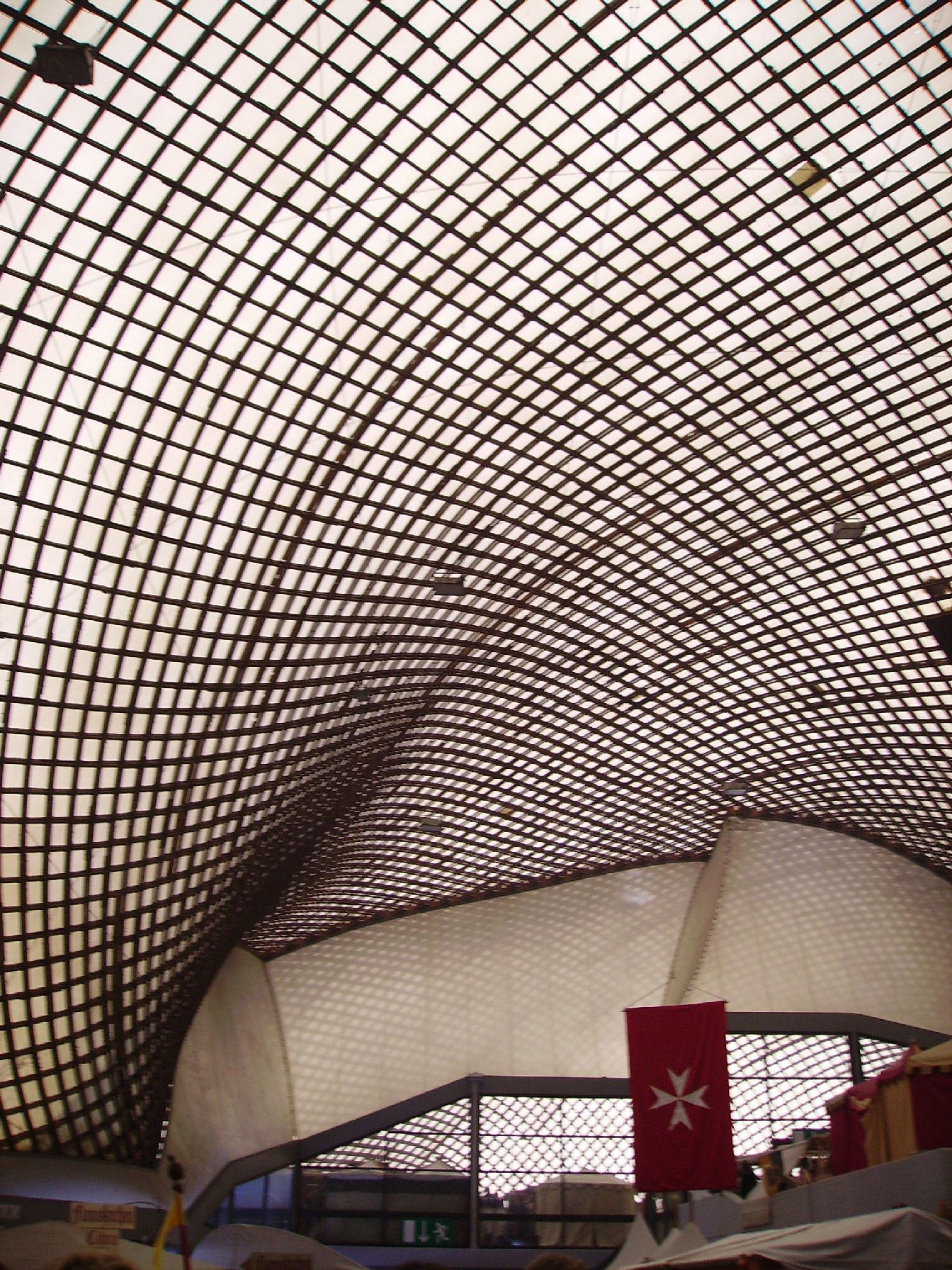
Multihala v Mannheimu 1971, Německo

Frei Paul Otto (31. května 1925 Chemnitz – 9. března 2015 Leonberg) byl německý architekt a teoretik. Jeho obrovské znalosti a zkušenosti s lehkou konstrukcí, lanovou sítí, příčkovými skořepinami a jinými tahem namáhanými konstrukcemi z něj udělaly jednoho z nejvýznamnějších architektů 20. století. Hned vedle Vladimíra Šuchova, Richarda Buckminstera Fullera a Santiaga Calatravy patří k představitelům biomorfní architektury

## Začátky
Své jméno „Frei“ si vzal z matčiny rodné strany a zároveň v něm ukázal své celoživotní krédo. Ottovi rodiče byli členy německé sochařské dílny. Původně se chtěl stejně jako jeho otec a dědeček stát sochařem a kameníkem. Na obchodní škole, kde studoval, se poprvé setkal s teoriemi plachtění a výrobou plachetnicových modelů. Pak začal prohlubovat své znalosti nad stavbou lehkých konstrukcí a napnutých rámových membrán. V roce 1943 zahájil studium architektury na Vysoké škole technické v Berlíně v Šarlotině paláci Berlin-Charlottenburg. Ještě v témže roce, kdy nastoupil na studium, byl povolán do posledních let 2. světové války jako bojový pilot v německé Luftwaffe.

## Studijní roky
Během války byl sestřelen a padl do francouzského zajetí. Tam v pozici válečného zajatce doložil svůj talent a tvorbu několika nízkonákladovými stavbami. Vytvořil je na principu lehké ocelové konstrukce. Jednou z jeho inspirací byla i katedrála v Chartres a princip její kamenné konstrukce, kterou měl každý den před očima. První menší úspěchy ho posílily natolik, že se v roce 1948 opět vrátil ke studiu na Technickou Univerzitu do Berlína. Navzdory svým svérázným názorům byl v roce 1950 vybrán jako stipendista z fakulty a na půl roku mohl odcestovat do Spojených států amerických. Během studií na americkém kontinentu se učil od předních architektů, např. Erik Mendelsohn, Ludwig Mies van der Rohe, Richard Neutra, Frank Lloyd Wright a Fred Severud a poznal jejich tvorbu a stavby. Z těchto setkání vzniklo celoživotní přátelství s Ludwigem Mies van der Rohe. O něco později byl pozván samotným Ludwigem jako statik při stavbě nové národní galerie v Západním Berlíně. V roce 1954 se objevila jeho disertační práce pod názvem Das hängende Dach, v překladu zavěšená střecha. V ní poprvé zobrazil stavební technologii plošné zavěšené konstrukce namáhané tahem.

## Praktik, zakladatel a vizionář
Stanovými stavbami na spolkové zahrádkářské výstavě v roce 1955 a 1957 si v praxi vyzkoušel své nové postupy a principy. Především jde o tzv. Tančící fontánu v Kolíně (1957) v podobě kulaté taneční plochy z betonu na volném prostranství, překlenuté plachtovou střechou ve tvaru hvězdy a s okrasným jezírkem, která vyvolala rozruch. V berlínské části Zehlendorf začal v roce 1952 svoji první větší stavbu; založil svůj vlastní ateliér a v roce 1957 Vývojové středisko pro rozvoj lehkých konstrukcí v Berlíně. V roce 1958 byl pozván jako host na vysokou školu pro konstrukční tvorbu v Ulmu, kde vedl více projektů. Na Technické Univerzitě v Berlíně založil v roce 1961 výzkumnou skupinu „Biologie a stavění“, jíž se účastnili badatelé, kteří měli zkoumat mnohotvaré biomorfní konstrukce stébel, vápnitých řas, pavoučích sítí, mýdlových bublin. Vycházeli z předpokladu, že příroda dosahuje své účinnosti vždy a pokud možno s nejmenším množstvím použitého materiálu. Tyto výzkumy se staly důležitým impulsem Ottových vlastních struktur a konstrukcí. Otto Frei založil později v roce 1964 ústav na Technické Univerzitě ve Stuttgartu, zaměřený na lehké plošné konstrukce. Vlastní budova institutu ve Stuttgartu-Vaihingene, postavená v letech 1967–1968, byla přestavbou experimentálního modelu, vytvořeného pro německý pavilon na světové výstavě Expo 1967 v Montréalu. Na biologicky tvarovaných projektech spolupracoval s biologem a antropologem J. G. Helmeckem. Na principu snadného tvarování a organiky vytvořil v roce 1960 solitérní zvonici na kostele v Berlíně-Schonow, inspirovanou kostrou a mořskými řasami. V roce 1969 se stal vedoucím výzkumu na 64 velkorozponových konstrukcích v německém výzkumném středisku, které sám založil.

## Střešní konstrukce
Nejslavnějším se stal Otto díky lehkým střešním konstrukcím. Optimální formu a tvar střechy vytvořil na základě experimentů s drátěnými modely. Modely však vytvářel i na principu spojování mýdlových bublin a jejich obalových ploch, které tvořily navzájem dokonalá propojení. Tyto principy však byly jen základem jeho vizí. Definoval pojmy jako skořápka a lanová, resp. síťová konstrukce. Přesunul princip formování organiky na lanové konstrukce tím, že jejich konce pevně fixoval a plášť se mezi pevnými konci organicky vytvaroval. Na těchto principech a procesech tvarování postavil příčkovou skořepinu z dlouhých dřevěných latěk nad multifunkční halou v Mannheimu, která se ihned stala světovým unikátem. Přitažlivost a počítačová simulace dokázaly vytvořit tyto lehké a visuté formy architektury.
Stal se partnerem Güntera Behnische a od roku 1968 až do roku 1972 spolupracovali na legendárním zastřešení hlavního olympijského stadionu v Mnichově. Střešní konstrukce sice vychází z jejich návrhů, ale po nečekaných potížích se musela vyhotovit podle návrhů dodavatele. Architektonický časopis Häuser v roce 2003 zařadil tuto stavbu k nejdůležitějším německým stavbám všech dob. Daleko lehčí a téměř neviditelná je vzdušná konstrukce velké ptačí voliéry mnichovské zoologické zahrady a dokonce se stala jejím symbolem. Pomíjivost a krásu jeho materiálů ilustrovalo také turné Pink Floyd v roce 1977 formou obrovských překlopených slunečníků.

## Vize Otty
Paul Otto říkal, že mnohé z jeho staveb a hmotová hledání tvaru byly vytvářeny na základě práce kolektivu a vzájemné komunikace, dokonce i s obyvateli dané oblasti. Cítil se především jako dodavatel nápadů a inspirátor pro přizpůsobení se životnímu prostředí a budování v něm samotném. Říkal: „Málo jsem toho postavil, mám pouze velkou fantazii.“ Ve svém ateliéru „Warmbronn“ na Leonbergu pracoval se svou ženou Ingrid a dcerou Christine Kanstinger. Od 80. let 20. století realizoval se svým žákem Mahmudem Bodo Raschem a jeho architektonickým ateliérem Rasch + Bradatch stanové střešní konstrukce v islámském světě. Jeho rady nebo podpora v oblasti lehkých konstrukcí byly vyhledávány a ceněny projekčními kancelářemi z celého světa.

## Tvorba
1955: Hudební pavilon se střechou ve tvaru čtyřrohé plachty, spolková zahradnická výstava Kassel,
1957: Tančící studna (Sternwellenzelt), Rýnský park Kolín
1963: Kostel svatého Lukáše v Brémách-Grollandu s Karstenem Schrockem
1967: Německý pavilon pro světovou výstavu v Montreal (demontován)
1968: pohyblivé zastřešení na Stiftsruine Bad Hersfeld
1971: Bonhoeffer obecní centrum v Brémy-Huchting s Karstenem Schrockem
1972: Olympiáda v Mnichově (lanová střecha)
1974: Konferenční centrum v Mekce s Rolfem Gutbrodem
1975: Multifunkční hala v Mannheimu
1980: Ptačí voliéra v zoologické zahradě Hellabrunnu (přes 5000 čtv. m)
1985: Tuwaiq Palace, Saúdská Arábie; Úřady a centra kultury
1988: Výrobní pavilon pro nábytkářskou firmu Wilkhahn
2000: Spolupráce na japonském pavilonu pro EXPO 2000 v Hannoveru
2000: Spolupráce na velkém projektu Stuttgart 21, Stuttgartské hlavní nádraží
2000: 24m oválný stan v L, konstrukce vícevrstvé membrány
2004: Návrh na měnivé štíty pro zámecké náměstí Stuttgart

## Vyznamenání
1967: Berlínská umělecká cena za architekturu
1967: Cena Augusta Perreta
1974: „Medaile Thomase Jeffersona za architekturu“ z nadace univerzity ve Viginii Thomase Jeffersona
1980: Aga Chánova cena za architekturu
1990: Čestný doktorát na Universität Essen
1990: Honda cena / Tokio (dotovaná 120.000 DM)
1996: Velká cena Německého svazu architektů a inženýrů
1996/97: Wolfova cena za architekturu
1998: Aga Chánova cena za architekturu
2000: Čestný občan města Leonberg
2000: Zvláštní cena VII. Mezinárodní bienále pro architekturu za životní dílo
2003: Olympiáda - nejdůležitější německé stavební dílo všech dob podle ankety architektonického časopisu Domy
2005: Royal Gold Medal z »Royal Institute of British Architects« (RIBA) za životní dílo
2005: Čestný doktorát na fakultě architektury TU Mnichov, kvůli jeho mimořádné službě v oblasti lehkého a ekologického stavitelství
2005: Výstava k jeho životnímu dílu v muzeu architektury, technické univerzitě v Mnichově
2006: Udělení spolku kříže 1. třídy od předsedy vlády venkova Bádensko-Württembersko, Gunther Oettinger
2006: PRAEMIUM Imperiale „Nobelova cena umění“ v oboru architektury
2015: Pritzkerova cena 2015